# Christmas (Bryan Adams)
Christmas è il secondo EP del cantante Bryan Adams, il primo interamente dedicato al Natale, pubblicato nel novembre del 2019 dall'etichetta discografica Polydor.
L'EP di Natale contiene cinque tracce, il nuovo brano Joe and Mary e tre brani precedentemente pubblicati: Christmas Time, Reggae Christmas e Merry Christmas; e una nuova interpretazione di Must Be Santa, canzone natalizia del 1960, interpretata nel 2009 da Bob Dylan.
A ridosso dell'uscita dell'EP, Bryan Adams ha rilasciato un comunicato :
(Bryan Adams)

## Tracce
1. Joe and Mary – 3:20 (Bryan Adams, Gretchen Peters)
2. Must Be Santa – 2:53 (Hal Moore, Bill Fredericks)
3. Christmas Time – 4:03 (Bryan Adams, Jim Vallance)
4. Reggae Christmas – 2:48 (Bryan Adams, Jim Vallance)
5. Merry Christmas – 2:31 (Bryan Adams, Jim Vallance)

## Classifiche

### Classifiche settimanali
| Classifica (2019) | Posizione massima |
| ----------------- | ----------------- |
| Canada            | 80                |